# Philip Habib
Philip Charles Habib (25. února 1920, Brooklyn, New York – 25. května 1992, Puligny-Montrachet, Francie) byl prominentní americký diplomat působící ve Vietnamu, Severní Koreji a na Středním východě.
Narodil se v rodině libanonských maronitských křesťanů. Vystudoval Univerzitu v Idaho, kde promoval v roce 1942. Poté nastoupil do armády. Službu ukončil v roce 1946 v hodnosti kapitána. Po odchodu do civilu dále studoval zemědělskou ekonomii v Berkley, kde promoval v roce 1952. Tam byl také přijat na ministerstvo zahraničních věcí USA.

## V diplomatických službách
Svou diplomatickou kariéru zahájil již v roce 1949. V diplomatických službách pobýval v Kanadě, na Novém Zélandu, v Severní Koreji (dvakrát) a v Jižním Vietnamu. V letech 1967 - 1969 pracoval na americkém ministerstvu zahraničních věcí ve funkci zástupce náměstka ministra zahraničí pro orientální Asii a pacifické záležitosti a byl též členem delegace na vietnamských mírových rozhovorech v roce 1968.
V letech 1971 - 1974 zastával post velvyslance v Severní Koreji, dále v letech 1974 - 1976 působil na místě asistenta ministra zahraničí pro orientální Asii a pacifické záležitosti. V letech 1976 - 1978 pracoval jako státní podsekretář pro politické záležitosti, přičemž byl hlavním americkým vyjednavačem při jednáních o mírové smlouvě mezi Izraelem a Egyptem v Camp Davidu.
Diplomatickou službu Habib opustil po druhém infarktu. V roce 1978 začal vyučovat na Stanfordově univerzitě, ale již v roce 1979 byl znovu povolán do služby jako zvláštní poradce. V roce 1981 byl jmenován zvláštním vyslancem prezidenta Reagana majícím za úkol ukončit boje v Libanonu. Habibovi se podařilo vyjednat příměří trvající tak dlouho, aby odvrátilo zkázu pro obležený Bejrút. V roce 1982 byl Habib za své úsilí oceněn Prezidentskou medailí svobody, nejvyšší oficiální poctou, které se americkému občanovi může dostat.
V roce 1986 byl Reaganem vyslán na Filipíny, aby přesvědčil prezidenta Ferdinanda Marcose o podání demise. Ten samý rok jmenoval Reagan Habiba zvláštním vyslancem ve Střední Americe s úkolem vyřešit konflikt v Nikaragui. O pět měsíců později Habib svou funkci opustil.
Zemřel v roce 1992 na srdeční infarkt během dovolené v Puligny Montrachet ve Francii.

## Posmrtná ocenění a pocty
V roce 2002 vydal John Boykin Habibův životopis pod názvem Cursed is the Peacemaker. Kniha se velkou měrou zabývá Habibovou rolí zprostředkovatele během První libanonské války v roce 1982.
V roce 2006 se Habibova tvář objevila na americké poštovní známce, jedné ze série věnované čtyřem prominentním diplomatům.
Habibovi věnoval svou píseň Envoy Waren Zevon na svém albu z roku 1982.
Během svého působení na postu velvyslance v Severní Koreji byl Habib hlavní hybnou silou stavby nového velvyslanectví. Později byla tato budova pojmenována Habib House na jeho počest.